# Julie Skinner
Julie Skinner (* 23. April 1968 in Calgary, Alberta als Julie Sutton) ist eine kanadische Curlerin.
Ihr internationales Debüt hatte Skinner im Jahr 1988 bei der Juniorenweltmeisterschaft, die sie mit ihrem Team als Sieger beendete. Bei der WM 1991 in Winnipeg spielte Skinner in der Position des Skip und gewann die Silbermedaille. 2000 spielte sie abermals bei einer WM, dieses Mal als Third und gewann den Weltmeistertitel. 
Skinner vertrat Kanada bei den Winterspielen 1992 in Albertville. Mit ihrem Team gewann sie die Bronzemedaille, die allerdings keinen offiziellen Status hat, da Curling damals noch eine Demonstrationssportart war. 2001 gewann Skinner die kanadischen Olympic Curling Trails mit ihrem Team und vertrat mit ihrem Team Kanada bei den XIX. Olympischen Winterspielen im Curling. Sie gewann am 21. Februar 2002 mit ihrer Mannschaft die olympische Bronzemedaille nach einem 9:5-Sieg gegen die Vereinigten Staaten um Skip Kari Erickson.
Ihre Schwester Jodie, die zeitweise gemeinsam mit Julie in einem Team spielte, war ebenfalls eine erfolgreiche Curlerin.

## Erfolge
- Weltmeisterin 2000
- Juniorenweltmeisterin 1988
- 2. Platz Weltmeisterschaft 1991
- 3. Platz Olympische Winterspiele 1992 (Demonstrationswettbewerb)
- 3. Platz Olympische Winterspiele 2002